# Gastrotheca lateonota
Gastrotheca lateonota és una espècie de granota de la família del hemipràctids. Va ser descrit per William E. Duellman i Linda Trueb el 1988. El nom específic és compost del verb llati lateo «ser amagat» i nota «caràcter».
És una espècie arbòria que viu als boscs nebulosos de muntanya a la vora de rierols. Produeix capgrossos aquàtics de vida lliure que s'alliberen de les bosses de cria per desenvolupar-se a basses i altres estanys. Les femelles entre 54,5 i 63,7 mm de longitud.
Se l'ha observat aa la localitat tipus en bosc nebulós als vessants del costat de l'Oceà Pacífic de la serralada de Huancabamba al Perú, i a 17,6 km al sud-est de Chillacoche a la Província d'El Oro a Equador.
Segons la Llista Vermella de la UICN és vulnerable. Hi ha una mica de desforestació als voltants del lloc de recollida que podria representar una amenaça. És probable que hi hagi més pèrdua d'hàbitat en tota la seva zona de distribució.